# Mongaguá
Mongaguá là một đô thị ở bang São Paulo, Brasil. Dân số năm 2006 ước tính 46.977 người, diện tích là 137 km², mật độ dân số là 292,33 người/km².

## Địa lý
- Khoảng cách so với các đô thị lớn khác (km):
  - São Paulo: 91
  - Santos: 43
  - Bertioga: 60
  - Guarujá: 45
  - São Vicente: 30
  - Praia Grande: 20
  - Itanhaém: 18
  - Peruíbe: 43
  - Itariri: 69
- Nhiệt độ trung bình năm: 22C
- Các đô thị giáp ranh
  - Bắc: São Vicente
  - Nam: Oceano Atlântico
  - Đông: Praia Grande
  - Tây: Itanhaém

## Thông tin nhân khẩu
Dữ liệu dân số theo điều tra dân số năm 2000
Tổng dân số: 35.098
- Dân số thành thị: 34.942
- Dân số nông thôn: 156
- Nam giới: 17.996
- Nữ giới: 17.102

Mật độ dân số (người/km²): 256,19
Tỷ lệ tử vong trẻ sơ sinh dưới 1 tuổi (trên một triệu người): 17,53
Tuổi thọ bình quân (tuổi): 70,36
Tỷ lệ sinh (số trẻ trên mỗi bà mẹ): 2,85
Tỷ lệ biết đọc biết viết: 92,64%
Chỉ số phát triển con người (HDI-M): 0,783
- Chỉ số phát triển con người - Thu nhập: 0,729
- Chỉ số phát triển con người - Tuổi thọ: 0,756
- Chỉ số phát triển con người - Giáo dục: 0,865

(Nguồn: IPEADATA)

### Sông ngòi
- Sông Branco
- Sông Aguapeí
- Oceano Atlântico

### Các xa lộ
- SP-55